# T. J. Brodie
Thomas James „T. J.“ Brodie (* 7. Juni 1990 in Chatham, Ontario) ist ein kanadischer Eishockeyspieler, der zuletzt bis Juni 2025 bei den Chicago Blackhawks in der National Hockey League unter Vertrag stand. Zuvor verbrachte der Verteidiger zehn Jahre in der Organisation der Calgary Flames und lief vier Jahre für die Toronto Maple Leafs auf.

## Karriere
T. J. Brodie begann seine Karriere als Eishockeyspieler in der kanadischen Juniorenliga Ontario Hockey League, in der er von 2006 bis 2010 für die Saginaw Spirit und Barrie Colts aktiv war. In diesem Zeitraum wurde er im NHL Entry Draft 2008 in der vierten Runde als insgesamt 114. Spieler von den Calgary Flames ausgewählt. Für Calgary gab er in der Saison 2010/11 sein Debüt in der National Hockey League, wobei er in drei Spielen punktlos blieb. Die restliche Spielzeit verbrachte er bei Calgarys Farmteam Abbotsford Heat in der American Hockey League. Dort konnte er überzeugen und nahm am AHL All-Star Classic teil. In der Saison 2011/12 kam er zwar weiterhin in einigen Spielen für Abbotsford in der AHL zum Einsatz, jedoch konnte sich der Kanadier einen Stammplatz im NHL-Team der Calgary Flames erspielen.
Sein internationales Debüt gab Brodie bei der Weltmeisterschaft 2013, wo er zu sieben Einsätzen für die kanadische Auswahl kam.
Nach zehn Jahren in Calgary wurde sein auslaufender Vertrag nach der Spielzeit 2019/20 nicht verlängert, sodass er sich im Oktober 2020 als Free Agent den Toronto Maple Leafs anschloss. Dort unterzeichnete er einen neuen Vierjahresvertrag, der ihm ein durchschnittliches Jahresgehalt von fünf Millionen US-Dollar einbringen soll. Zum Zeitpunkt seines Weggangs aus Calgary hatten nur drei Verteidiger mehr Partien für die Flames absolviert als er (634). Nach vier Jahren in Toronto wechselte er, ebenfalls als Free Agent, im Juli 2024 zu den Chicago Blackhawks. Nach einem Jahr bezahlte man ihm sein verbleibendes Vertragsjahr im Juni 2025 allerdings vorzeitig aus (buy-out), sodass er sich seither auf der Suche nach einem neuen Arbeitgeber befindet.

## Erfolge und Auszeichnungen
- 2011 Teilnahme am AHL All-Star Classic

## Karrierestatistik
Stand: Ende der Saison 2024/25

### International
Vertrat Kanada bei:
- Weltmeisterschaft 2013

(Legende zur Spielerstatistik: Sp oder GP = absolvierte Spiele; T oder G = erzielte Tore; V oder A = erzielte Assists; Pkt oder Pts = erzielte Scorerpunkte; SM oder PIM = erhaltene Strafminuten; +/− = Plus/Minus-Bilanz; PP = erzielte Überzahltore; SH = erzielte Unterzahltore; GW = erzielte Siegtore; 1 Play-downs/Relegation; Kursiv: Statistik nicht vollständig)